# 向浜駅
向浜駅（むかいはまえき）は、秋田県秋田市向浜1丁目にあった秋田臨海鉄道線（南線）の貨物駅（廃駅）である。

## 概要
向浜駅は、専用線発着コンテナ貨物・専用線発着車扱貨物の取扱駅である。
駅には日本製紙板紙事業本部秋田工場の専用線が接続し、当駅では専用線を介して工場を発着するコンテナを取り扱っている。主な取扱品は、紙製品や工場で使用される化学薬品、燃料用の廃タイヤなど。紙の発送先は関東・東海・近畿地方などの遠方が多い。
かつては工場で使用される化学薬品のタンク車輸送も行われており、酒田港駅や勿来駅から液体塩素や苛性ソーダ、奥野谷浜駅からラテックスが到着していた。
また1980年代ごろまで、駅南方にある新秋木工業秋田工場や秋田プライウッド向浜工場などの製材工場への専用線も存在した。

## 歴史
- 1971年（昭和46年）7月7日：開業。
- 2021年（令和3年）4月1日：路線廃止に伴い廃駅となる。

## 駅周辺
- 秋田港
- アルフレッサ ファインケミカル秋田工場
- 日本製紙秋田工場
- 新秋木工業秋田工場
- 向浜運動公園（こまちスタジアム・秋田県立総合プール）

## 隣の駅
秋田臨海鉄道
秋田臨海鉄道線（南線）
秋田港駅 - 向浜駅